# Waxiella tamaricis
Waxiella tamaricis är en insektsart som beskrevs av Ben-dov 1986. Waxiella tamaricis ingår i släktet Waxiella och familjen skålsköldlöss.
Artens utbredningsområde är Israel. Inga underarter finns listade i Catalogue of Life.